# Communauté de communes Bretagne Romantique
La communauté de communes Bretagne Romantique est une intercommunalité française, située dans le département d'Ille-et-Vilaine et la région Bretagne.
Elle investit notamment pour des équipements sportifs, le développement culturel, l'économie, l'environnement...
En 2020, avec 35 872 habitants, elle est la 8e intercommunalité la plus peuplée d’Ille-et-Vilaine et la 30e de Bretagne.

## Histoire
La communauté de communes a été créée le 6 décembre 1995 et regroupait toutes les communes des anciens cantons de Combourg et de Tinténiac ainsi que quatre communes (Dingé, Hédé-Bazouges, Lanrigan et Québriac) de l'ancien canton de Hédé, soit vingt quatre communes. Elle a succédé au SIVOM des cantons de Combourg, Pleine-Fougères et Tinténiac, créé en décembre 1979 par arrêté préfectoral et qui comptait 30 communes. En 1991, les communes du canton de Pleine-Fougères rejoignent le SIVOM du Pays côtier de la baie du Mont-Saint-Michel et par conséquent, le territoire du SIVOM est réduit aux cantons de Combourg et de Tinténiac.
Elle adhère fin 1999 au Pays de Saint-Malo.
À la suite de la dissolution de la communauté de communes du Pays de Bécherel, les communes de Cardroc, Les Iffs et Saint-Brieuc-des-Iffs rejoignent le 1er janvier 2014 la communauté de communes de la Bretagne romantique.
Au 1er janvier 2019, l'intercommunalité ne compte plus que 25 communes avec la création de Mesnil-Roc'h sous le statut de la commune nouvelle.
Le 1er janvier 2022, la communauté de communes devait changer de dénomination pour s'appeler « Bretagne romantique communauté » mais finalement, après un vote défavorable des conseils municipaux, le nom de l'intercommunalité reste inchangé.

## Identité visuelle
Depuis mars 2022, la communauté de communes bénéficie d'une nouvelle identité visuelle, réalisée en interne.

Ancien logo de l'intercommunalité.
Logo actuel de l'intercommunalité.

## Territoire communautaire

### Géographie
L'intercommunalité est située entre l'agglomération rennaise et la Côte d'Émeraude, à l'intersection de la zone d'influence de Saint-Malo et de l'aire urbaine de Rennes, à laquelle appartiennent 8 de ses communes.

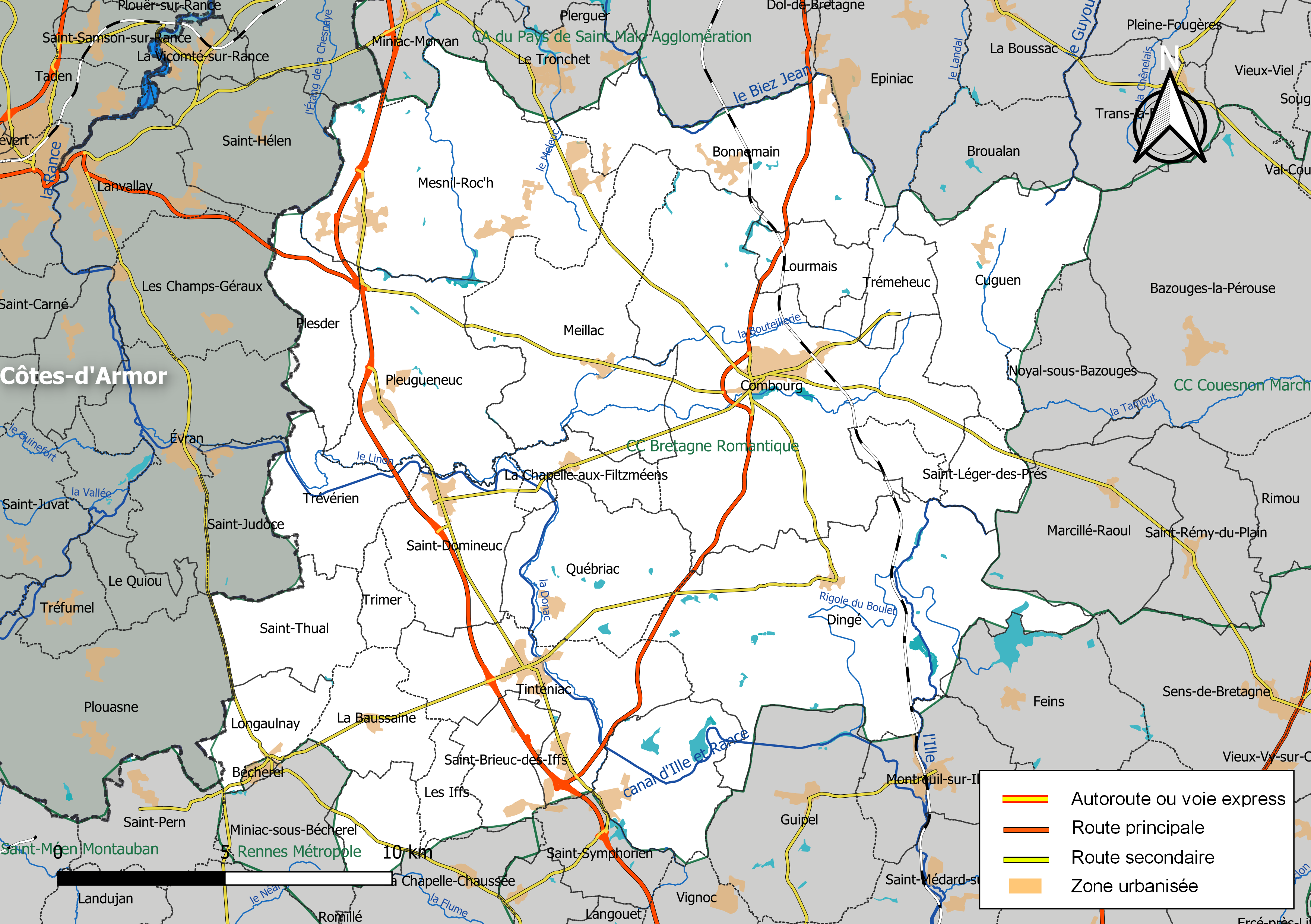
Carte de la communauté de communes Bretagne Romantique au 1er janvier 2019.

### Composition

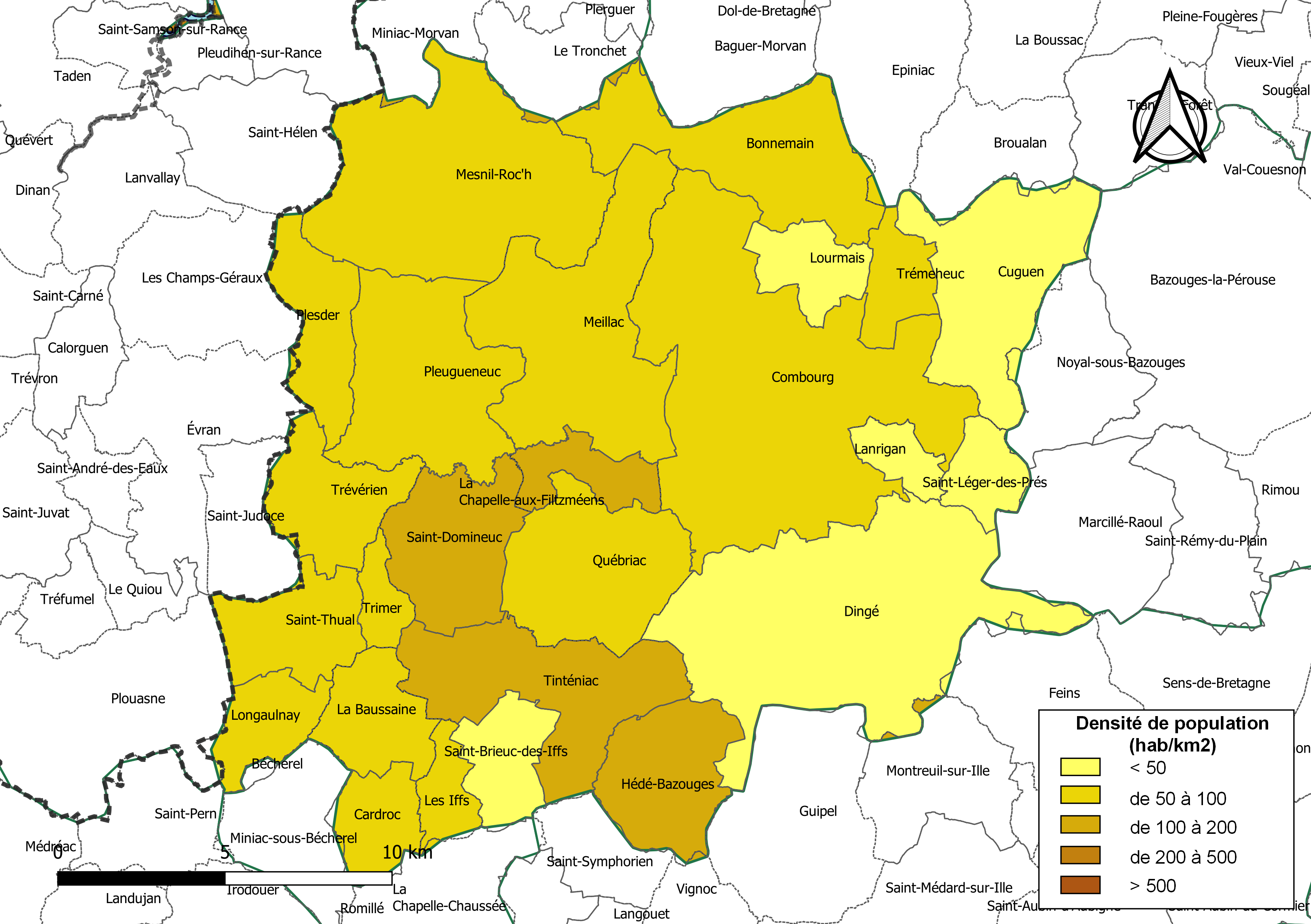
Carte des densités de population (millésimée 2016) des communes de la communauté de communes Bretagne Romantique. Composition en communes au 1er janvier 2019.

La communauté de communes est composée des 25 communes suivantes :

| Nom                                | Code Insee | Gentilé              | Superficie (km2) | Population (dernière pop. légale) | Densité (hab./km2) |
| ---------------------------------- | ---------- | -------------------- | ---------------- | --------------------------------- | ------------------ |
| La Chapelle-aux-Filtzméens (siège) | 35056      | Capelle-Filismontins | 6,36             | 825 (2022)                        | 130                |
| La Baussaine                       | 35017      | Baussainais          | 9,63             | 675 (2022)                        | 70                 |
| Bonnemain                          | 35029      | Bonnemainésiens      | 23,77            | 1 533 (2022)                      | 64                 |
| Cardroc                            | 35050      | Cardreuçiens         | 7,39             | 598 (2022)                        | 81                 |
| Combourg                           | 35085      | Combourgeois         | 63,55            | 6 324 (2022)                      | 100                |
| Cuguen                             | 35092      | Cuguennais           | 23,54            | 830 (2022)                        | 35                 |
| Dingé                              | 35094      | Dingéens             | 52,89            | 1 690 (2022)                      | 32                 |
| Hédé-Bazouges                      | 35130      | Hédéens              | 14,52            | 2 273 (2022)                      | 157                |
| Les Iffs                           | 35134      | Ifféens              | 4,52             | 274 (2022)                        | 61                 |
| Lanrigan                           | 35148      | Lanriganais          | 3,98             | 144 (2022)                        | 36                 |
| Longaulnay                         | 35156      | Longaulnéens         | 7,52             | 598 (2022)                        | 80                 |
| Lourmais                           | 35159      | Lourmaisiens         | 7,22             | 335 (2022)                        | 46                 |
| Meillac                            | 35172      | Meillacois           | 32,21            | 1 975 (2022)                      | 61                 |
| Mesnil-Roc'h                       | 35308      | Mesnilien            | 41,16            | 4 457 (2022)                      | 108                |
| Plesder                            | 35225      | Plesderois           | 11,03            | 778 (2022)                        | 71                 |
| Pleugueneuc                        | 35226      | Pleugueneucois       | 24,52            | 2 063 (2022)                      | 84                 |
| Québriac                           | 35233      | Québriacois          | 20,72            | 1 590 (2022)                      | 77                 |
| Saint-Brieuc-des-Iffs              | 35258      | Briochins            | 8,29             | 323 (2022)                        | 39                 |
| Saint-Domineuc                     | 35265      | Docmaéliens          | 15,7             | 2 587 (2022)                      | 165                |
| Saint-Léger-des-Prés               | 35286      | Saint-Legeois        | 5,54             | 295 (2022)                        | 53                 |
| Saint-Thual                        | 35318      | Saint-Thualais       | 11,4             | 999 (2022)                        | 88                 |
| Tinténiac                          | 35337      | Tinténiacais         | 23,4             | 3 877 (2022)                      | 166                |
| Trémeheuc                          | 35342      | Trémeheucois         | 6,05             | 349 (2022)                        | 58                 |
| Trévérien                          | 35345      | Trévérienais         | 12,08            | 918 (2022)                        | 76                 |
| Trimer                             | 35346      | Trimerois            | 3,56             | 205 (2022)                        | 58                 |

### Démographie
| 1968   | 1975   | 1982   | 1990   | 1999   | 2010   | 2015   | 2021   |
| ------ | ------ | ------ | ------ | ------ | ------ | ------ | ------ |
| 23 537 | 22 557 | 22 862 | 23 371 | 24 458 | 32 423 | 34 575 | 36 206 |

Même si la hausse démographique entre 2008 et 2013 est moins rapide que celle observée de 1999 à 2008, le territoire intercommunal présente une croissance supérieure à celle du département d'Ille-et-Vilaine qui connaît une évolution annuelle légèrement plus modérée de 1,1 % entre 2008 et 2013.

## Administration

### Siège
Le siège de la communauté de communes est à La Chapelle aux Filtzméens, 22 rue des Coteaux.

### Tendances politiques
| Commune                    | Maire                    | Étiquette | Étiquette |
| -------------------------- | ------------------------ | --------- | --------- |
| Bonnemain                  | Marcel Piot              |           | SE        |
| Cardroc                    | Marie-Thérèse Cakain     |           | SE        |
| Combourg                   | Joël Le Besco            |           | DVD       |
| Cuguen                     | Sandrine Guerche         |           | NPA       |
| Dingé                      | Annabelle Quentel        |           | SE        |
| Hédé-Bazouges              | Isabelle Clément-Vitoria |           | DVG       |
| La Baussaine               | Jérémy Loisel            |           | DVG       |
| La Chapelle-aux-Filtzméens | Benoît Viart             |           | SE        |
| Lanrigan                   | Sébastien Delabroise     |           | SE        |
| Les Iffs                   | Jean-Yves Jullien        |           | SE        |
| Longaulnay                 | David Buisset            |           | DVD       |
| Lourmais                   | François Bordin          |           | SE        |
| Meillac                    | Georges Dumas            |           | PS        |
| Mesnil-Roc'h               | Christelle Brossellier   |           | DVD       |
| Plesder                    | Évelyne Simon-Glory      |           | SE        |
| Pleugueneuc                | Loïc Régeard             |           | DVG       |
| Québriac                   | Marie-Madeleine Gamblin  |           | SE        |
| Saint-Brieuc-des-Iffs      | Rémi Couet               |           | SE        |
| Saint-Domineuc             | Benoît Sohier            |           | PS        |
| Saint-Léger-des-Prés       | Olivier Bernard          |           | SE        |
| Saint-Thual                | Loïc Commeureuc          |           | SE        |
| Tinténiac                  | Christian Toczé          |           | DVG       |
| Trémeheuc                  | Pierre Sorais            |           | SE        |
| Trévérien                  | Vincent Melcion          |           | SE        |
| Trimer                     | Christophe Baot          |           | SE        |

### Conseil communautaire
Les 51 conseillers titulaires sont ainsi répartis selon le droit commun comme suit :
| Nombre de conseillers                                                        | Nombre de conseillers | Communes |
| ---------------------------------------------------------------------------- | --------------------- | --- |
|                                                                              | 7                     | Combourg |
|                                                                              | 5                     | Mesnil-Roc’h |
|                                                                              | 4                     | Tinténiac |
|                                                                              | 3                     | Saint-Domineuc |
|                                                                              | 2                     | Bonnemain, Cuguen, Dingé, Hédé-Bazouges, La Chapelle-aux-Filtzméens, Meillac, Plesder, Pleugueneuc, Québriac, Saint-Thual, Trévérien |
|                                                                              | 1                     | Cardroc, La Baussaine, Lanrigan, Les Iffs, Longaulnay, Lourmais, Saint-Brieuc-des-Iffs, Saint-Léger-des-Prés, Trémeheuc, Trimer      |
| Répartition des sièges de conseillers communautaires par commune de la CCBR. |                       | |

### Élus
La communauté de communes est administrée par son conseil communautaire constitué en 2020 de 51 conseillers communautaires, qui sont des conseillers municipaux représentant chacune des communes membres.
À la suite des élections municipales de 2020 en Ille-et-Vilaine, le conseil communautaire du 16 juillet 2020 a élu son président, Loïc Régeard, maire de Pleugueneuc, ainsi que ses 10 vice-présidents.
Le bureau est remanié le 14 décembre 2021 à la suite du décès de Jean-Christophe Benis, maire de Hédé-Bazouges, le 30 mars 2023 après la démission de Michel Vannier, 1er adjoint au maire de Saint-Domineuc, dont le poste chargé de l'animation sportive est supprimé et le 24 octobre 2024, à la suite du retrait des délégations du 6e vice-président, Joël Le Besco, maire de Combourg. Depuis cette date, la liste des vice-présidents est la suivante :
|     | Attributions | Identité                | Qualité                 |
| --- | --- | ----------------------- | ----------------------- |
| 1er | Urbanisme et habitat | Benoît Sohier           | Maire de Saint-Domineuc |
| 2e  | Développement économique | David Buisset           | Maire de Longaulnay     |
| 3e  | Finances, GEMAPI et commande publique                                                                                                   | Christelle Brossellier  | Maire de Mesnil-Roc'h   |
| 4e  | Environnement, transition écologique et énergétique, transport et mobilité                                                              | Sébastien Delabroise    | Maire de Lanrigan       |
| 5e  | Ressources humaines, mutualisation et promotion touristique                                                                             | Christian Toczé         | Maire de Tinténiac      |
| 6e  | Sans délégations | Joël Le Besco           | Maire de Combourg       |
| 7e  | Communication et systèmes d'information                                                                                                 | Évelyne Simon-Glory     | Maire de Plesder        |
| 8e  | Voirie déclarée d'intérêt communautaire, sentiers de randonnées PDIPR, SPANC, collecte et traitement des ordures ménagères, eau potable | Georges Dumas           | Maire de Meillac        |
| 9e  | Action sociale et habitat social, mobilité solidaire et transport pour les habitants par les habitants                                  | Marie-Madeleine Gamblin | Maire de Québriac       |
| 10e | Enfance, jeunesse et culture | Jérémy Loisel           | Maire de La Baussaine   |

Ensemble, ils forment le bureau communautaire pour la période 2020-2026.

### Liste des présidents
| Période                                    | Période                       | Identité       | Étiquette   | Qualité |
| ------------------------------------------ | ----------------------------- | -------------- | ----------- | --- |
| Syndicat intercommunal à vocation multiple |                               |                |             | |
| décembre 1979                              | juin 1995                     | André Belliard | RPR         | Maire de Combourg (1983 → 1995) Conseiller régional de Bretagne (1974 → 1998) Conseiller général du canton de Combourg (1967 → 1998)                                                               |
| Communauté de communes                     |                               |                |             | |
| 30 juin 1995                               | 16 juillet 2020               | André Lefeuvre | PRG puis MR | Conseiller municipal de Pleugueneuc (1995 → 2020) Conseiller général du canton de Tinténiac (1994 → 2015) Conseiller départemental du canton de Combourg (2015 → 2021) Réélu en 2001, 2008 et 2014 |
| 16 juillet 2020                            | En cours (au 17 juillet 2020) | Loïc Régeard   | DVG         | Maire de Pleugueneuc (2014 → ) |

### Compétences
L'intercommunalité exerce les compétences qui lui ont été transférées par les communes membres, dans les conditions définies par le code général des collectivités territoriales. Ces compétences ont évolué à plusieurs reprises,.

### Régime fiscal et budget
La communauté de communes est un établissement public de coopération intercommunale à fiscalité propre.
Afin de financer l'exercice de ses compétences, l'intercommunalité perçoit la fiscalité professionnelle unique (FPU) – qui a succédé à la taxe professionnelle unique (TPU) – et assure une péréquation de ressources entre les communes résidentielles et celles dotées de zones d'activité.
Elle bénéficie par ailleurs de la dotation de solidarité communautaire (DSC).

### Effectifs
Afin de mettre en œuvre ses compétences, en 2016, l'intercommunalité employait 89 agents affectés sur 3 sites.

## Projets et réalisations

### Équipements sportifs
- Espace Aquatique Aquacia ; Complexe sportif (Combourg)
- Salle de gym ; Base nautique (Saint-Domineuc)
- Espace sportif (Tinténiac)

### Services
- Maison des Services ; Espace Entreprises (Combourg)

### Transport
Depuis début avril 2007, un service de transport en commun a été mis en place par la communauté. Il est constitué de 2 lignes[réf. nécessaire] :
- Ligne 1 : Saint-Pierre-de-Plesguen ↔ Combourg
- Ligne 2 : Tinténiac ↔ Combourg

Le prix du ticket étant fixé à 1€50[Quand ?].